# Loureedia
Loureedia es un género de arañas araneomorfas de la familia Eresidae; nombrado en honor al cantante Lou Reed. Se encuentran en el sur de España (sur de la península ibérica), norte de África e Israel.

## Lista de especies
Se reconocen las siguientes según World Spider Catalog v. 20.0:
- Loureedia annulipes (Lucas, 1857)
- Loureedia colleni Henriques, Miñano & Pérez-Zarcos, 2018
- Loureedia lucasi (Simon, 1873)